# Norská kuchyně

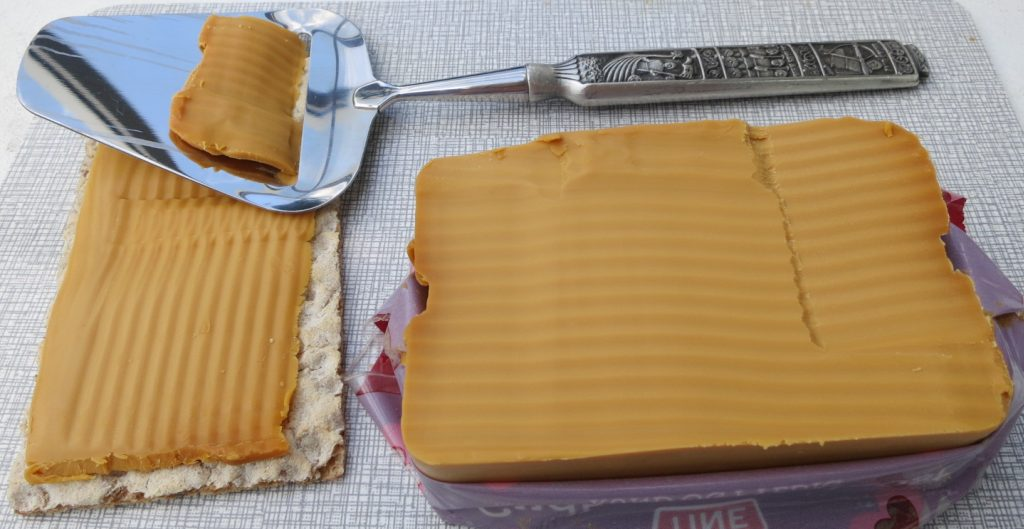
Brunost, norský kozí sýr

Norská kuchyně (norsky: Norsk mat) je podobná dánské kuchyni a dalším severským kuchyním. Je tradičně založena na rybolovu, který zajišťuje dostatek ryb a mořských plodů. Jsou to lososi (laks), sardinky, makrely, sledi, tresky, sumečci nebo slizouni. Stále je k dostání i velrybí maso. Plody moře jsou stále více využívány, od krevet, krabů až po ústřice. Oblíbené jsou i sladkovodní ryby - pstruzi, okouni či siveni. Ryby se tradičně nasolují, suší nebo udí.
Rozsáhlé lesní porosty zajišťují dostatek zvěřiny. Norové tak zpracovávají maso ze sobů, losů, zajíců, kachen, koroptví nebo tamního bělokura.
V Norsku se vyrábí mnoho druhů sýrů. Gammelost (gammalost) je tradiční norský tvrdý sýr vyráběný z kravského mléka. Je nahnědle žluté barvy a pronikavé chuti i aroma z plísně. Jarlsberg je podobný Emmentalu, Norvegia je podobný holandské Goudě. Geitost nebo Brunost je hnědý sýr vyráběný ze směsi kozího a kravského mléka.

## Stravování
V Norsku je často jediným teplým jídlem večeře, neboť ke snídani i obědu si nejčastěji dávají chléb s nejrůznějšími oblohami. Chléb je základní potravinou Norů. Často se připravuje z celozrnné mouky a často obsahuje semena, ořechy nebo třeba olivy. Flatbrød jsou křupavé placky, Lefse jsou bramborové placky pečené na rozpálené plotně. Knekkebrød, původem ze Švédska, je lehký tenký křupavý chléb z žitné mouky. Oblíbený je smørrebrød (chléb s máslem), obložený chleb s masem, sýrem, hlávkovým salátem a majonézou
Téměř v každém teplém jídle jsou obsaženy brambory připravované na všechny způsoby. Oblíbené jsou raspeball, bramborové knedlíky. Ze zeleniny nejčastěji používají zelí, tuřín, mrkev, květák či brokolici. Mezi oblíbená dochucovadla patří kopr, hořčice a různé majonézy. Norové hodně používají jídlo v tubě, například tresčí kaviár nebo smetanové sýry.

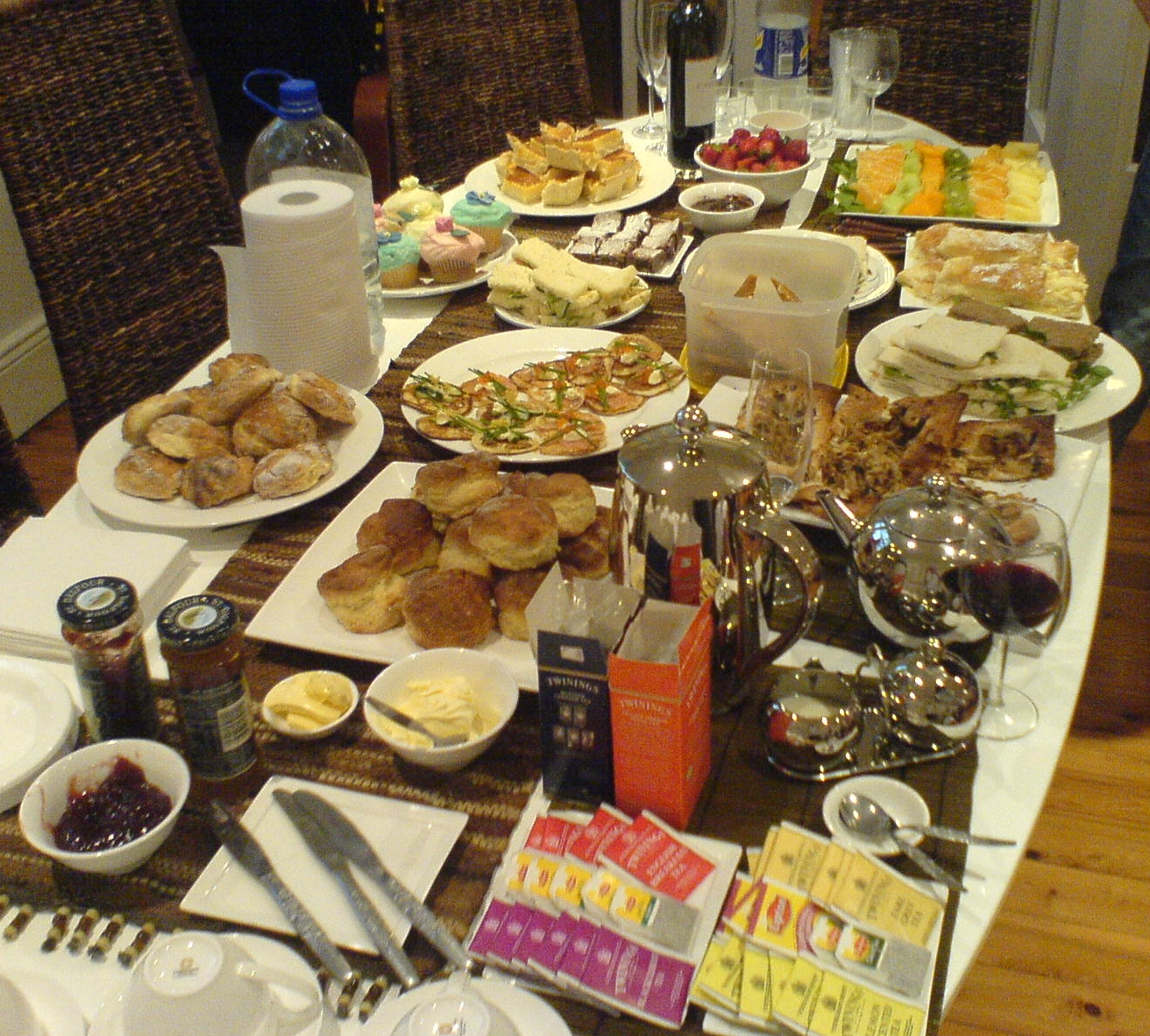
Švédský stůl

V Norsku se často jídlo servíruje na švédský stůl, tedy studený stůl nebo bufet - Koldtbord. Na stole je výběr studených i teplých pokrmů. Jsou to ryby, maso, klobásy, saláty, vejce a pečivo. Hosté si na talířky nabírají jídlo podle vlastního výběru.
Globalizace se prosazuje i v Norsku. Všude jsou k dostání jídla z fast-foodu, pizza, hamburgery, hot dogy, hranolky nebo kuřecí stehýnka.

## Jídla

### Polévky
- Fiskesuppe, rybí polévka krémové konzistence. Obsahuje ryby, mléko, zeleninu - brambory, mrkev, cibuli.
- Sodd, polévka s masovými kuličkami

### Ryby

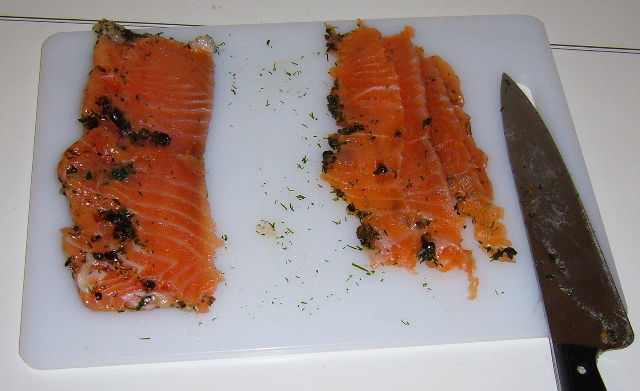
Gravlax, marinovaný losos

- Uzený losos, národní jídlo, často s míchanými vejci a koprem. Podává se v sendviči s hořčičnou omáčkou.
- Gravlax, marinovaný losos v soli, cukru, kopru a brandy. Podává se se smetanovou nebo hořčičnou omáčkou. Často na toastech.
- Fiskeboller, rybí karbanátky s mrkví, bílou omáčkou (bešamelem) nebo kari omáčkou.
- Fiskekabaret, v aspiku naložené garnáty, ryby, vejce a zelenina.

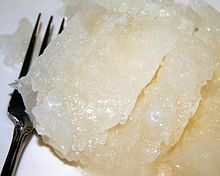
Lutefisk, sušená a marinovaná ryba

- Lutefisk, sušená a marinovaná rybaTørrfisk, na vzduchu sušená treska (torsk nebo bacalao).
- Stokfisk, ryby sušené bez přidání soli
- Klippfisk, útesová ryba, ryby se dříve sušily na útesech, na slunci a větru.
- Lutefisk, národní jídlo, připravuje se ze sušených ryb, které se namočí do louhu. Jejich povrch zrosolovatí a ryby se pak krátce uvaří. Podávají se s brambory, hrachem a bešamelem.
- Rakfisk, pstruh nebo siven se nasolí a nechá až tři měsíce fermentovat. Jí se za studena s chlebem, bramborami, cibulí, smetanou nebo hořčičnou omáčkou.
- Sursild, v octě nebo cibulové, hořčičné či rajčatové omáčce nakládaný sleď
- Rekesalat, salát připravený z garnát a majonézy
- Sildesalat, salát připravený ze sleďů s okurkami, cibulí, bramborami a červenou řepou

### Maso

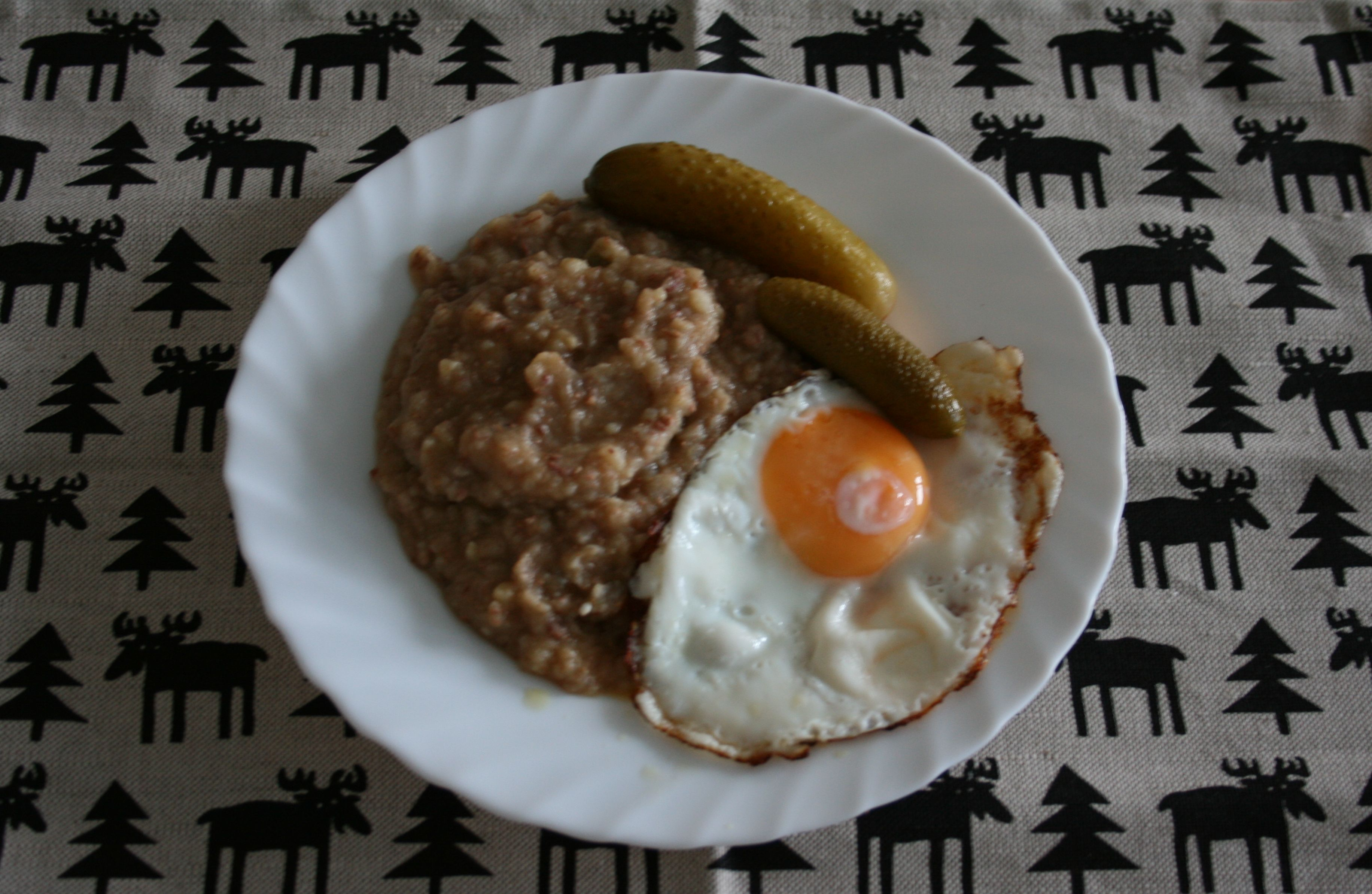
Labskaus, norský guláš

- Fårikål, národní jídlo, dlouho vařené jehněčí maso s kostí s dušeným zelím a černým pepřem. Servíruje se s bramborami.
- Reinsdyrstek, národní jídlo, sobí steak s vařenými bramborami a brusinkami nebo morušovým džemem.
- Pyttipanne, malé kousky v pánvi, směs brambor, mletého masa nebo klobásy se smaží na pánvi s nakládanými okurkami, řepou, kapary a vejcem.

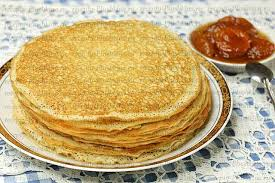
Palačinky

- Kjøttboller, masové kuličky s bramborovou nebo hrachovou kaší. Podává se k nim smetanová Palačinkynebo hnědá omáčka (sauce espagnole).
- Kjøttkaker, karbanátky z mletého hovězího masa s cibulí. Přílohou jsou brambory, dušený hrách, zelí či mrkev. Podává se k nim smetanová nebo hnědá omáčka (sauce espagnole).
- Lapskaus, guláš z dušeného masa, brambor a zeleniny
- Spekemat, směs uzeného nebo sušeného jehněčího, hovězího, vepřového nebo sobího masa.
- Fenalår, nasolená a marinovaná skopová kýta, která se pak suší nebo udí. Servíruje se nakrájená s toastem, míchanými vejci a pivem.
- Smørrebrød, otevřený sendvič z tmavého žitného chleba, převzatý z dánské kuchyněPinnekjøtt, vánoční jídlo

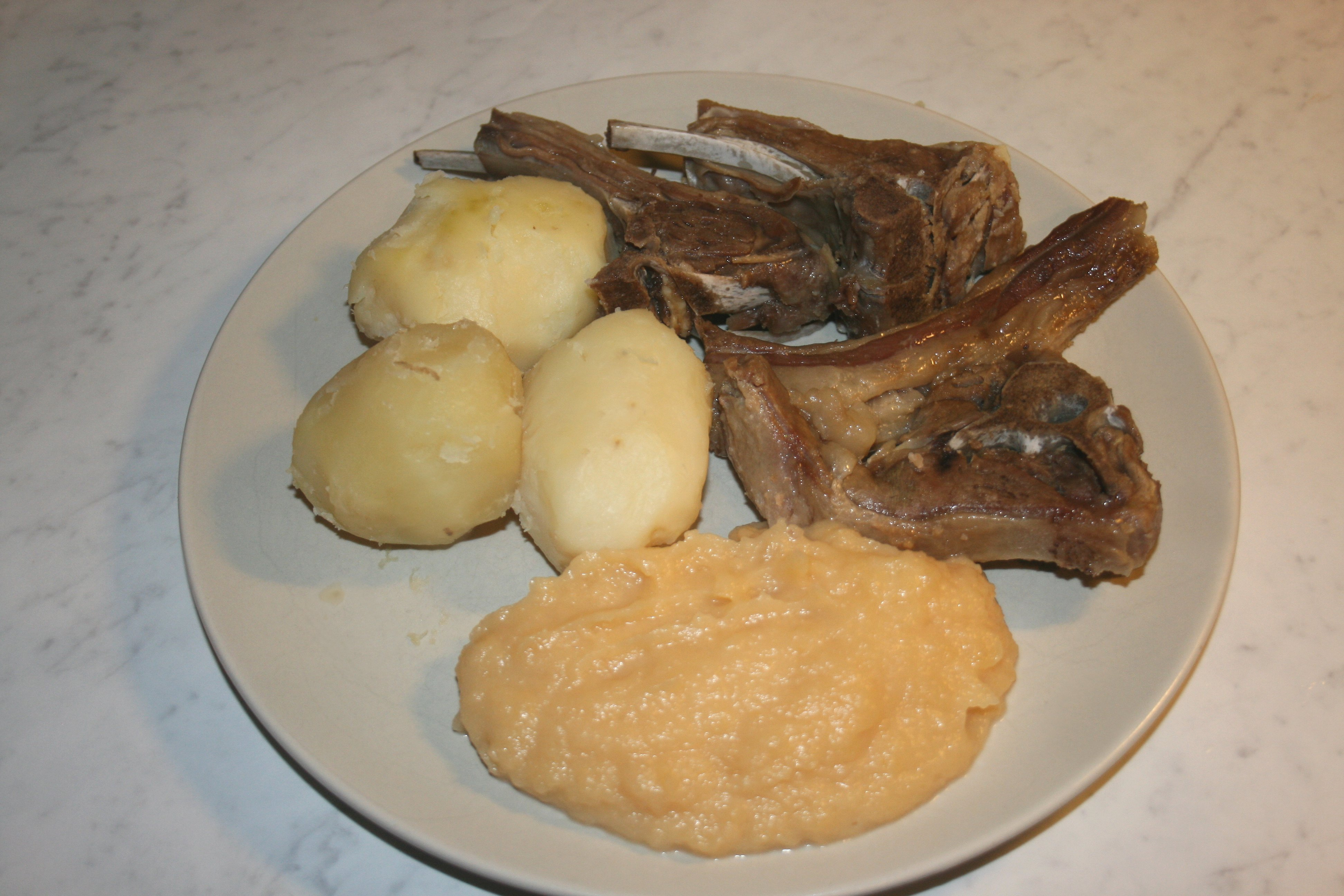
Pinnekjøtt, vánoční jídlo

- Pølse, opékané klobásy, populární pouliční jídlo

### Dezerty
- Fløtelapper, oblíbené norské palačinky
- Riskrem, sladký rýžový nákyp s drceným ovocem a šlehačkou
- Krumkake, kulaté vafle se sladkou náplní
- Bløtkake, dort se šlehačkou a ovocem
- Trollkrem, základem je šlehaný bílek s morušemi nebo brusinkamiMultekrem, vánoční dezert

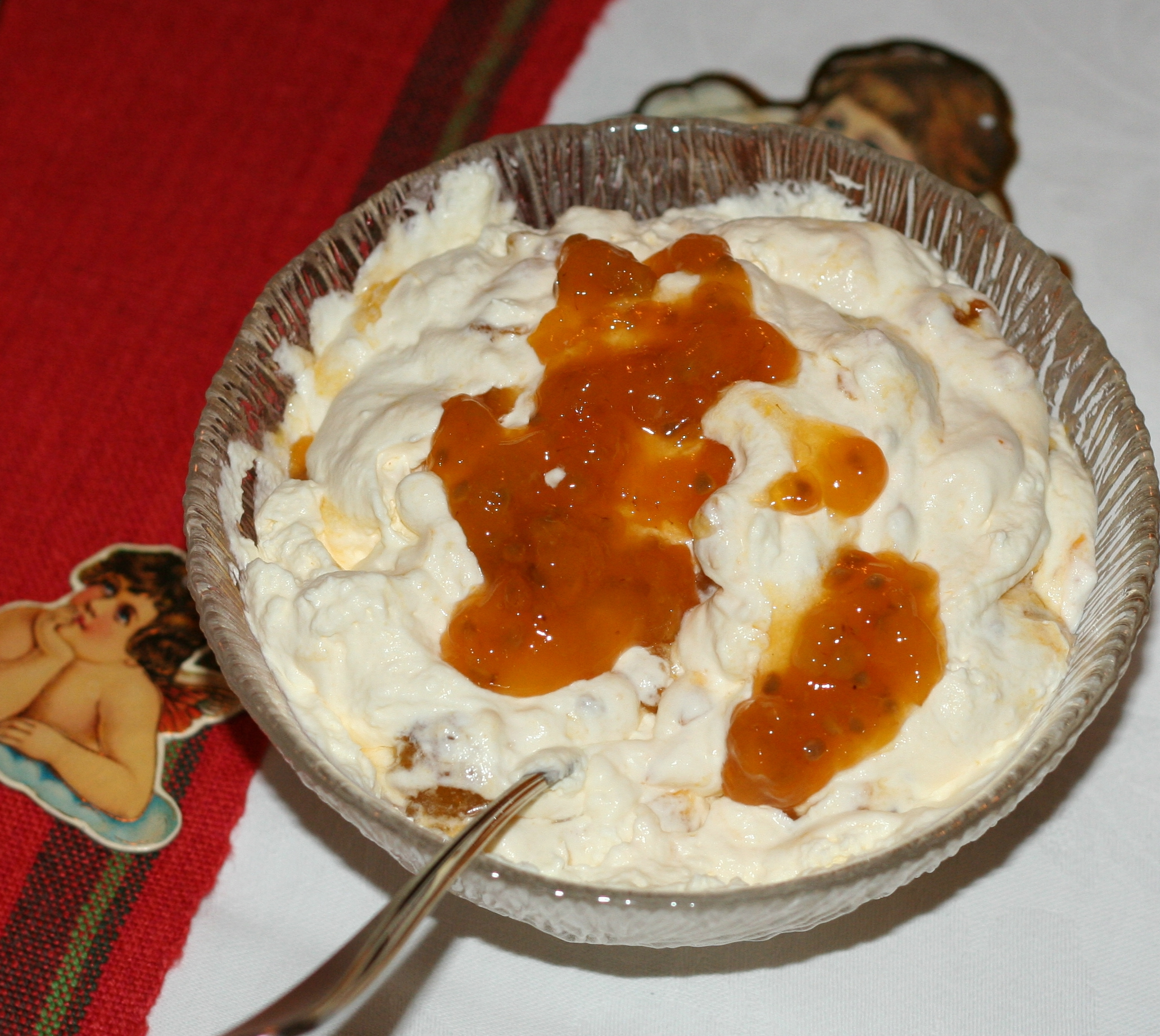
Multekrem, vánoční dezert

## Vánoční jídla
- Smalahove, převánoční jídlo, nasolené a vařené ovčí hlavy
- Pinnekjøtt, vánoční jídlo, skopová nebo jehněčí žebírka naložená v soli, sušená nebo i uzená. Servírují se s tuřínovým pyré a bramborami.
- Multekrem, dezert podávaný na Vánoce, připravený ze šlehačky, cukru a morušek
- Julekake, vánoční moučník z kynutého těsta ochuceného cukrem, kardamonem, rozinkami, kandovaným ovocem a mandlemi.

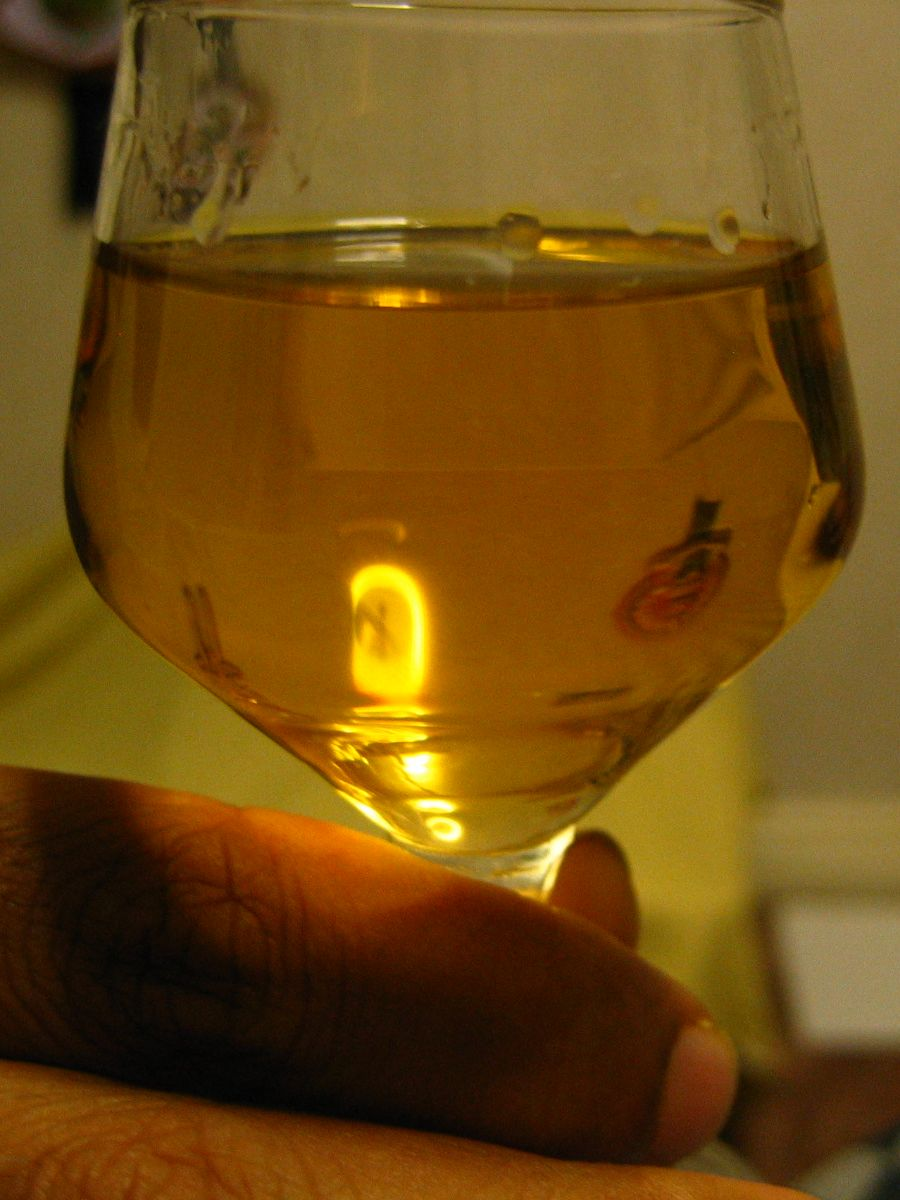
Sklenice aquavitu

## Nápoje
- Káva, konzumace kávy na obyvatele je v Norsku jedna z nejvyšších na světě.
- Čaj, klasický černý čaj s citronem nebo různé ovocné a bylinné čaje.
- Pivo, většinou běžný světlý ležák, místní značky Ringnes a Mack.
- Cider, alkoholický nápoj ze zkvašeného jablečného moštu
- Aquavit, kořeněný alkoholický nápoj z obilí nebo brambor. Koření kmín, koriandr, fenykl, skořice, kopr, badyán či hřebíček. Obsah alkoholu 37,5% - 45%.
- Hjemmebrent, na venkově vyráběný destilát

## Špicberská kuchyně
Kuchyně Špicberků (arktického souostroví patřícího k Norsku) vychází právě z norské kuchyně a je jí velmi podobná, na rozdíl od Norska zde má tradici lov velryb. Špicberky nemají mnoho místních specialit, obyvatelé se zde obvykle stravují v restauracích, které nabízejí například thajské jídlo.